# Дајзарт
Дајзарт (енгл. Dysart) град је у америчкој савезној држави Ајова. По попису становништва из 2010. у њему је живело 1.379 становника.

## Демографија
Према попису становништва из 2010. у граду је живело 1.379 становника, што је 76 (5,8%) становника више него 2000. године.
| Група             | 2000.         | 2010.         |
| Белци             | 1.278 (98,1%) | 1.336 (96,9%) |
| Афроамериканци    | 4 (0,3%)      | 7 (0,5%)      |
| Азијати           | 3 (0,2%)      | 3 (0,2%)      |
| Хиспаноамериканци | 7 (0,5%)      | 20 (1,5%)     |
| Укупно            | 1.303         | 1.379         |